# لوتي فريس
لوتي فريس (بالدنماركية: Lotte Friis)‏ هي سبّاحة دنماركية ولدت في يوم 9 فبراير 1988 في بلدة بولفسترود في الدنمارك. أبرز إنجازاتها هو فوزها بالميدالية البرونزية في دورة الألعاب الأولمبية الصيفية 2008 في بكين في سباق 800 متر سباحة حرة. كما فازت ب6 ميداليات ذهبية في بطولة العالم منها ميداليتين ذهبيتين. وحصلت في سنة 2009 على جائزة أفضل رياضية دنماركية في العام.